# Минкевич, Николай Анатольевич
Николай Анатольевич Минке́вич (5 [17] февраля 1883, Малмыж, Вятская губерния — 13 октября 1942, Москва) — советский учёный-металловед, один из основоположников отечественного металловедения. Лауреат Сталинской премии второй степени. Заслуженный деятель науки и техники РСФСР.

## Биография
Родился 5 (17 февраля) 1883 года в Малмыже (ныне Кировская область) в семье земского врача.
В 1902 году окончил гимназию, а в 1907 году — металлургический факультет СПбПИ, где был оставлен для подготовки к диссертации на звание адъюнкт-профессора. Но Николай решил закрепить полученные знания на практике и поступил на работу на Обуховский завод, где работал с 1908 по 1914 годы.
С 1920 года Николай Минкевич жил в Москве, был профессором Московской горной академии (МГА). В 1930 году перешёл в созданный на базе металлургического факультета МГА Московский институт стали, где организовал на металлургическом факультете кафедру металловедения и термической обработки стали. В 1927—1934 годах принимал участие в составлении «Технической энциклопедии» в 26-и томах под редакцией Л. К. Мартенса, автор статей по тематике «обработка чёрных металлов». В период 1930—1931 годов Минкевич был консультантом Артиллерийского управления РККА по снарядам и взрывателям, а в 1934—1937 годах работал в качестве начальника а затем ответственного консультанта Специального снарядного бюро Народного комиссариата танковой промышленности СССР. Также занимался проектированием термических цехов первых советских авиационных, автомобильных и тракторных заводов. Доктор технических наук (1937), профессор (1922).
Жил в Москве на Варварке, 16 (с 1920 года) и на Спиридоновке, 24/1 (с 1933 года). Умер 13 октября 1942 года. Похоронен в Москве на Новодевичьем кладбище.

## Награды и премии
- заслуженный деятель науки и техники РСФСР (1934)
- Сталинская премия II степени (14 марта 1941) — за изобретение стали марки ЭИ-75, марки ЭИ-262, марки ЭИ-184

## Память
С 1966 года вручается премия имени Н. А. Минкевича.